# 希布利·朗格盧瓦
希布利·朗格盧瓦（法語：Chibly Langlois；1958年11月29日—）是天主教海地司鐸級樞機及現任萊凱教區主教及海地主教圑主席。

## 生平
希布利於1958年11月29日在海地拉瓦莱德雅克梅勒的窮困家庭出生。之後，他在的太子港的聖母總修院修讀哲學和神學。於1991年9月22日，在海地的雅克梅勒教區晉鐸。1994年至1996年，保送到羅馬宗座拉特朗大學修讀神學。
他於2004年6月6日晉牧，並獲教宗若望保祿二世任命為利貝泰堡教區主教。2011年8月18日，教宗本篤十六世任命為萊凱教區主教。
教宗方濟各於2014年12月19日將他擢升為司鐸級樞機，領奧古斯塔聖雅各伯堂區司鐸銜。同年5月22日任聖座宗座正義和平委員會及宗座拉丁美洲委員會委員。
2015年5月19日，獲頒台灣輔仁大學名譽宗教學博士學位。

## 外部連結
- "Chibly Cardinal Langlois （页面存档备份，存于）," Catholic-Hierarchy
- "Cardinal Chibly Langlois （页面存档备份，存于）," GCatholic.org
- "LANGLOIS, Chibly （页面存档备份，存于）," The Cardinals of the Holy Roman Church